# Martin Berteau

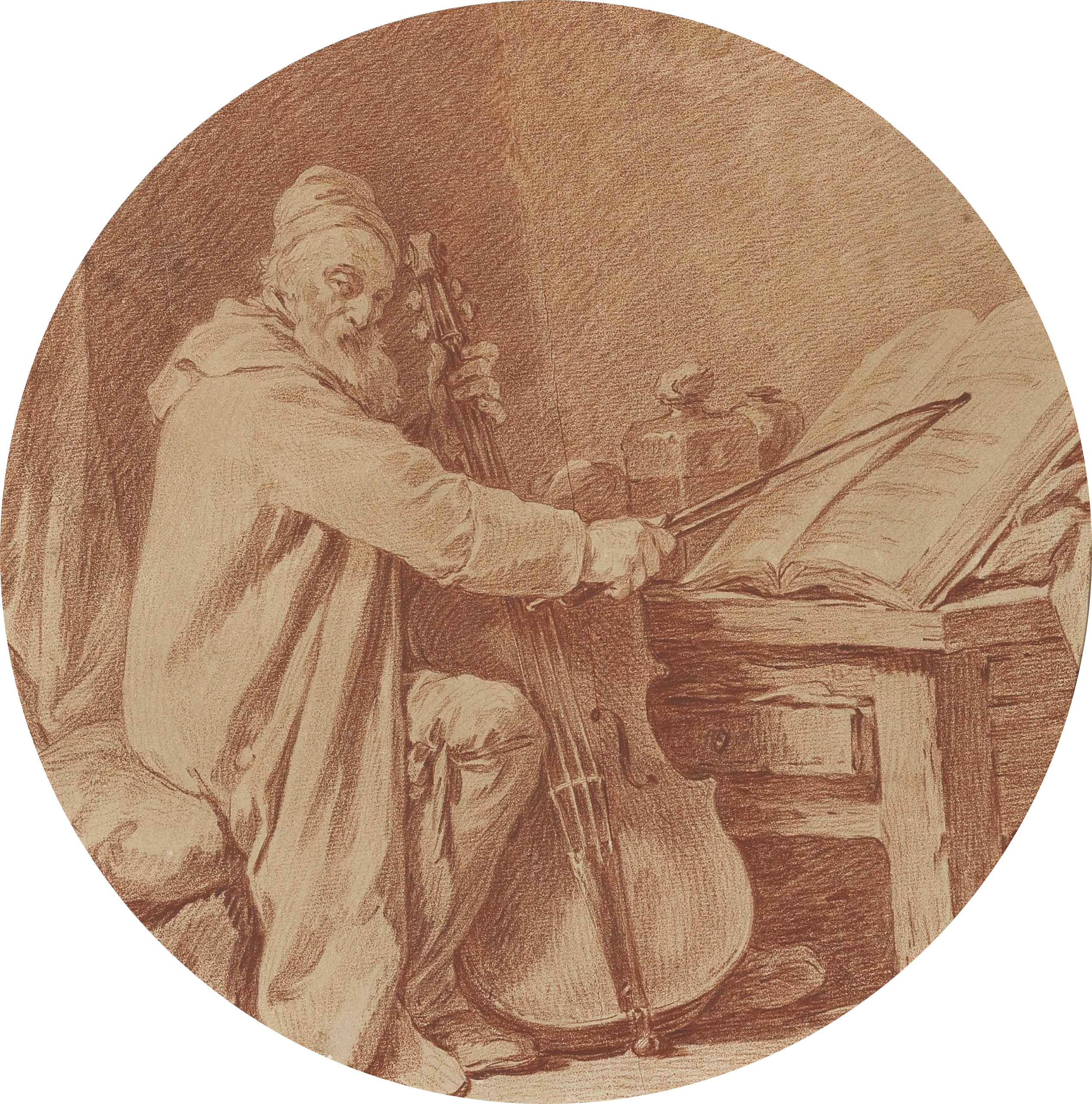
Martin Berteau nach Nicolas-Bernard Lépicié

Martin Berteau (getauft am 3. Februar 1691, nach anderen Quellen um 1709 in Valenciennes; † 22. Januar 1771 in Angers) war ein französischer Gambist, Cellist und Komponist, er wurde bekannt als Begründer der französischen Violoncelloschule.

## Leben
Martin Berteau war ursprünglich Gambenspieler, auf Reisen nahm er in Böhmen Unterricht bei einem gewissen Kocecs. Berteau erkannte schnell die Vorzüge des relativ spät aus Italien nach Frankreich gekommenen Cellos. Er begann mit dem Erlernen des Instrumentes als Autodidakt und nahm später Unterricht bei Francesco Alborea (Francischello). Im Laufe der Zeit entwickelte er neue Spieltechniken und verfeinerte die Bogentechnik. Mehrmals wurden Berteaus Sonaten und Konzerte beim Concert spirituel aufgeführt. Ab einem heute unbekannten Zeitpunkt war Berteau Cellist in der Hofkapelle des ehemaligen Königs von Polen und Herzogs von Lothringen Stanislaus I. Leszczyński.
Seine bedeutendsten Schüler waren neben dem Dauphin Louis Ferdinand: François Cupis (1732–1808), Joseph Rey (1738–1811), Jean-Baptiste Janson (1742–1804), Louis-Auguste Janson (1749–1815), Jean-Pierre Duport, „l’Aîné“ genannt, möglicherweise auch dessen Bruder Jean-Louis Duport sowie Joseph-Bonaventure Tillière, violoncelliste ordinaire de l’Académie royale de musique, Autor einer „Méthode pour le violoncelle“ (1764). Sein letzter Schüler war Jean-Baptiste Bréval, ebenfalls Autor einer Celloschule (1808).

## Werke (Auswahl)
- 6 Sonata da camera a violoncello solo col basso continuo Op. 1 (1748)
- 4 Sonate di signore Berteau für Cello und B. c. (1759)
- 6 Sonate da camera a violoncello solo col basso continuo Op. 2 (1767)
- Triosonate für 2 Violinen und Cello, 1750 und 1753 aufgeführt im Concert spirituel (verschollen)
- 4 Konzerte für Cello und Orchester, laut François-Joseph Fétis im Concert spirituel aufgeführt und in alten Katalogen erwähnt[3]